# 千葉県内市町村指定文化財一覧
千葉県内市町村指定文化財一覧（ちばけんないしちょうそんしていぶんかざいいちらん）は、千葉県内の市町村指定文化財の一覧である。

## 市部
- 千葉市指定文化財一覧
- 銚子市指定文化財一覧
- 市川市指定文化財一覧
- 船橋市指定文化財一覧
- 館山市指定文化財一覧
- 木更津市指定文化財一覧
- 松戸市指定文化財一覧
- 野田市指定文化財一覧
- 茂原市指定文化財一覧
- 成田市指定文化財一覧
- 佐倉市指定文化財一覧
- 東金市指定文化財一覧
- 旭市指定文化財一覧
- 習志野市指定文化財一覧
- 柏市指定文化財一覧
- 勝浦市指定文化財一覧
- 市原市指定文化財一覧
- 流山市指定文化財一覧
- 八千代市指定文化財一覧
- 我孫子市指定文化財一覧
- 鴨川市指定文化財一覧
- 鎌ケ谷市指定文化財一覧
- 君津市指定文化財一覧
- 富津市指定文化財一覧
- 浦安市指定文化財一覧
- 四街道市指定文化財一覧
- 袖ケ浦市指定文化財一覧
- 八街市指定文化財一覧
- 印西市指定文化財一覧
- 白井市指定文化財一覧
- 富里市指定文化財一覧
- 南房総市指定文化財一覧
- 匝瑳市指定文化財一覧
- 香取市指定文化財一覧
- 山武市指定文化財一覧
- いすみ市指定文化財一覧
- 大網白里市指定文化財一覧

## 印旛郡
- 酒々井町指定文化財一覧
- 栄町指定文化財一覧

## 香取郡
- 神崎町指定文化財一覧
- 多古町指定文化財一覧
- 東庄町指定文化財一覧

## 山武郡
- 九十九里町指定文化財一覧
- 芝山町指定文化財一覧
- 横芝光町指定文化財一覧

## 長生郡
- 一宮町指定文化財一覧
- 睦沢町指定文化財一覧
- 長生村指定文化財一覧
- 白子町指定文化財一覧
- 長柄町指定文化財一覧
- 長南町指定文化財一覧

## 夷隅郡
- 大多喜町指定文化財一覧
- 御宿町指定文化財一覧

## 安房郡
- 鋸南町指定文化財一覧